# Show No Mercy
Show No Mercy —en español: No muestren piedad— es el primer álbum de estudio de la banda norteamericana de thrash metal, Slayer, lanzado el 3 de diciembre de 1983 por Metal Blade Records. El álbum fue grabado en Los Ángeles, California en noviembre de 1983 entre las 11:00 p. m. y 7:00 a. m. para reducir costos de estudio. La edición de 1987 incluía las ahora clásicas canciones "Haunting the Chapel", "Captor of Sin" y "Chemical Warfare"; la edición de 1994 contiene "Aggressive Perfector" y "Chemical Warfare".
Las ventas del disco superaron las 20 000 copias en los Estados Unidos y otras 20.000 en el resto del mundo. La banda, gracias a la edición de este disco, consiguió una cierta popularidad en los Estados Unidos, a pesar de las malas críticas recibidas, comenzó su primera gira por su país de origen.

## Grabación
Slayer eran los teloneros de Bitch en Woodstock Club en Los Ángeles, tocando ocho canciones —seis siendo versiones. Mientras tocaban la canción "Phantom of the Opera" de Iron Maiden, la banda fue descubierta por Brian Slagel, un excolumnista musical que recientemente había fundado Metal Blade Records. Slagel se reunió con la banda tras bambalinas y les preguntó si les gustaría aparecer en la compilación Metal Massacre III; la banda aceptó.
La aparición de la banda en la compilación creó furor en el underground, lo que llevó a Slagel a firmar la banda con Metal Blade Records. Grabado en Los Ángeles, California, Show No Mercy fue financiado por el vocalista Tom Araya, que usó sus ganancias como terapeuta respiratorio, y dinero prestado del padre del guitarrista Kerry King. El vocalista Araya afirma que Judas Priest, Iron Maiden,  Venom y Mercyful Fate fueron una gran influencia en el álbum, ya que el guitarrista King estaba en la imagen satánica.
Gene Hoglan de Dark Angel proveyó vocales de apoyo en la canción "Evil Has No Boundaries". "Tiempo atrás eran Jeff [Hanneman] y Kerry quienes hacían el «Evil!» Y sabes, eso no sonaba muy pesado y le mencióne a Tom o a Jeff o a alguien «Saben, ustedes deberían considerar... quizás hacer grandes voces de pandilla, para hacer que suene malvado, como demonios», y ellos dijeron algo así como «Buena idea, pero que tal si ahora tenemos ocho tipos sentados en el estudio, y entonces todos saltan y gritan "EVIL!!!"» Así que yo se sentía como «Genial» porque estaba pensando algo así como «Quiero cantar en este álbum de alguna manera, así es como puedo hacerlo», totalmente expontáneo, ¡¿sabes?! Seguramente estaban «Joder, tenemos el tiempo, hagásmolo». Así que yo estaba algo así como «Sí, ¡tengo que cantar eso!»" Al grabar la batería, Slagel quería que el baterista Dave Lombardo tocara sin usar platillos debido a la cantidad de ruido que hacían, ya que Slagel no estaba seguro si podría quitar el ruido, lo que finalmente hizo.
La banda usó temas satánicos en las letras y en las presentaciones en vivo para ganar atención en la comunidad metalera. La portada trasera presentaba a los 4 miembros (Araya y King en la parte superior mientras que Hanneman, quien sostenía una cruz al revés y Lombardo en la parte inferior. Debido a las imágenes y al contenido lírico, Slagel recibió correo del PMRC diciéndole a la banda que dejara de publicar álbumes. Araya comenta, "En aquel tiempo tenías ese PMRC, que se tomaba todo muy a pecho. Cuando en realidad estás tratando de crearte un imagen. Estás tratando de asustar a la gente a propósito." El álbum produjo las canciones "The Antichrist", "Die by the Sword" y "Black Magic", las cuales son tocadas en los conciertos de Slayer regularmente.

## Giras
La banda fueron a su primera gira por los Estados Unidos después de la publicación del álbum —Slagel le dio a la banda una lista de direcciones y números de contacto de las locaciones. Araya todavía estaba trabajando en el hospital, y llamó a los otros miembros, diciendo: "Hoy es el día. ¿Vamos a hacerlo?" La banda sabía que si no se iban de gira entonces, nunca lo harían. Así que tomaron el Camaro y el U-Haul de Araya. Durante la primera etapa de la gira, Slayer no tenía mánager; Doug Goodman, un vendedor de camisetas, eventualmente se volvería el mánager de las giras de la banda. Goodman ahora es el mánager de las giras de actos como Green Day y Beck.
Kevin Reed, un amigo de la banda instalaba la batería y la iluminación cuando estaba de gira con la banda —el padre de Reed, Lawrence R. Reed dibujó el minotauro con espada en la portada del álbum. El hermano más joven de Araya Johnny Araya  era un roadie que instalaba la línea de fondo y el sonido. Hoglan también era un roadie, pero fue despedido después del segundo concierto, por falta de pericia y conocimientos. La banda apenas hacía dinero suficiente para sostenerse, solo comprando "lo esencial" como comida, gasolina y cerveza. Araya afirma: "usábamos cualquier dinero que tuviéramos para ir del punto A al punto B. Cuando volvimos, Brian preguntó «Así que, ¿dónde está el dinero?» Y nosotros respondimos «¿Qué dinero?» En aquel tiempo, no nos dimos cuenta que teníamos que pedir el dinero por adelantado. Creó que tenía el dinero enviado directamente a él, y se suponía que tomáramos el resto."
La banda tocó en un hotel en Winnipeg, donde el sótano era el club. Araya comenta: "Creo que nos quedamos ahí como por cuatro o cinco días. Vimos lo de  Verbal Abuse tocar ahí. Entonces tocamos en un lugar en Boston llamado el Lizard Lounge. De hecho, un automóvil chocó contra el frente del edificio, y estaba todo tapiado, pero de todas maneras tocamos ahí." Cuando uno de los guitarristas rompía una cuerda, Araya les pasaría el bajo, Hanneman asegurando: "Discutiríamos también por eso —como «¡Quiero tocar el bajo por un rato!»"

## Recepción
La banda no tenía tiempo suficiente para vender ninguna grabación mientras estaban de gira, pero el álbum se volvió la publicación de Metal Blade más vendida. Cinco mil copias era el promedio del sello —Show No Mercy logró vender más de 15.500 hasta 20.000 copias en los Estados Unidos, y 15.000 en el extranjero ya que Metal Blade tenía derechos en todo el mundo. El éxito del álbum llevó a Slagel a querer que la banda publicara un nuevo álbum y un EP.
El segundo lanzamiento de la banda, el EP Haunting the Chapel, era considerablemente más oscuro y más orientado al thrash metal que su predecesor, y se considera que constituyó las bases del sonido clásico del grupo. Contiene los temas "Chemical Warfare", "Captor of Sin" y "Haunting the Chapel". La publicación de su primer EP dio la posibilidad a Slayer de realizar sus primeros conciertos en Europa, abriendo para UFO en Bélgica en el festival Heavy Sounds.
Después del lanzamiento del EP, Slayer se embarcó en su gira Combat Tour en 1984 junto con Venom y Exodus, donde supuestamente se grabó el disco en directo Live Undead, editado en noviembre, aunque realmente fue grabado en estudio con 50 fanes seleccionados y ciertos arreglos para darle ese ambiente de gran estadio.

## Lista de canciones
| N.º   | Título                       | Duración |  |
| 1.    | «Evil Has No Boundaries»     | 3:12     |  |
| 2.    | «The Antichrist»             | 2:50     |  |
| 3.    | «Die By the Sword»           | 3:37     |  |
| 4.    | «Fight Till Death»           | 3:40     |  |
| 5.    | «MetalStorm/Face the Slayer» | 4:51     |  |
| 6.    | «Black Magic»                | 4:02     |  |
| 7.    | «Tormentor»                  | 3:46     |  |
| 8.    | «The Final Command»          | 2:33     |  |
| 9.    | «Crionics»                   | 3:30     |  |
| 10.   | «Show No Mercy»              | 3:08     |  |
| 35:18 |                              |          |  |

| N.º | Título                | Escritor(es)   | Duración |  |
| 11. | «Haunting the Chapel» | Hanneman, King | 3:57     |  |
| 12. | «Captor of Sin»       | Hanneman, King | 3:27     |  |
| 13. | «Chemical Warfare»    | Hanneman, King | 6:01     |  |

| N.º | Título                 | Escritor(es)   | Duración |  |
| 11. | «Aggressive Perfector» | Hanneman, King | 3:31     |  |
| 12. | «Chemical Warfare»     | Hanneman, King | 6:01     |  |

| N.º | Título                 | Letras         | Música         | Duración |  |
| 11. | «Aggressive Perfector» | Hanneman, King | Hanneman, King | 3:31     |  |

## Integrantes
- Tom Araya - voz, bajo
- Jeff Hanneman - guitarra
- Kerry King - guitarra
- Dave Lombardo - batería